# Matus
Matus is een geslacht van kevers uit de familie  waterroofkevers (Dytiscidae).
Het geslacht is voor het eerst wetenschappelijk beschreven in 1836 door Aubé.

## Soorten
Het geslacht omvat de volgende soorten:
- Matus bicarinatus (Say, 1823)
- Matus leechi Young, 1953
- Matus ovatus Leech, 1941
- Matus relictus Young, 1953